# ぷれいぶっ!
『ぷれいぶっ!』は、高遠豹介による日本のライトノベル。イラストはプリンプリンが担当。電撃文庫（アスキー・メディアワークス）より2010年2月から刊行されている。

## ストーリー
主人公・雪村統吾は夏休みに異世界アーチバールに召喚され勇者として魔王を倒す。元の世界に戻ると異世界に召喚されて帰ってきた人や異世界から来てしまった人を集める学園に転校することになる。異世界を救った勇者として自信満々に転校してきたはずが、学園では自分より強い生徒がごろごろ。しかし、自分を強い勇者と思ってくれる夏森朱音のため、統吾はどんな世界の人間にも負けない勇者を目指す。

## 登場人物
雪村統吾
主人公。夏休みに突如異世界に召喚され勇者となった。アーチバールの伝説の剣であるトーゴカリバーを手に入れたことで、身体能力が上がり、アーチバール最強の力を持つ。しかし、さまざまな世界の人間が集まる学園では最弱クラス。基本的にボケ役で「狙っているのか天然なのか判断が難しい」といわれるが、ツッコミ役もこなす。
夏森朱音
魔法使い。素直で明るい性格だが天然ボケな面があり、統吾のことを強いと思っている。元にいた世界では初級レベルの魔法しか使えない落ちこぼれだったが、それでも威嚇用の魔法でアーチバールの魔王に大ダメージを与える破壊力があり、魔法使いでありながら、身体能力も統吾より高い。
城田明道
武道家。学園では統吾同様弱い部類に入るが、統吾にできない質量操作などができ、朱音が使った魔法を威嚇用だと分かるなど、統吾よりは強い。しかし、統吾自身は気持ちの問題で明道は互角という事にしている。
穂科瑞樹
商人。元にいた世界は暖かい気候で冷たいアイスを非常に気に入っている。
安藤和臣
元魔王の生徒会長。元にいた世界で信頼していた部下に裏切られこの世界に飛ばされた。その為、友情や絆を嫌悪している。
水無瀬裕子
生徒会副会長。統吾同様日本人で他の世界に飛ばされ、そこで魔法を学び自分の力で元の世界に帰る魔法を編み出した。

## 既刊一覧
- 高遠豹介（著）・プリンプリン（イラスト）、アスキー・メディアワークス〈電撃文庫〉、既刊3巻（2011年3月10日現在）
  1. 2010年2月10日発売[1]、ISBN 978-4-04-868331-9
  2. 2010年9月10日発売[2]、ISBN 978-4-04-868834-5
  3. 2011年3月10日発売[3]、ISBN 978-4-04-870317-8